# Complot de Southampton
El Complot de Southampton de 1415 va ser una conspiració contra el rei Enric V d'Anglaterra, amb l'objectiu de substituir-lo per 5è comte de March Edmund Mortimer. Edmund era un candidat al tron plausible com a descendent d'Eduard III a través de Lionel d'Anvers.
Els tres principals impulsors foren el 3r comte de Cambridge Ricard de Conisburgh (cunyat d'Edmund Mortimer), el 3r baró Scrope de Masham Enric Scope (l'oncle del qual havia estat executat per Enric V), i Sir Tomàs Grey de Heton. Van ser acusats de planificar l'assassinat del rei Enric a Southampton quan es disposés a embarcar-se per partir cap a una nova campanya contra França.
Les intencions dels conspiradors van ser revelades a Edmund de Mortimer poc abans que tingues lloc el complot. Però Edmund no va voler participar-hi i va informar-ne al rei Enric. Ràpidament, els tres instigadors van ser detinguts i executats: Grey el 3 d'agost, i els altres dos el dia 5. El dia 11 d'agost Enric salparia finalment cap a França.